# Pjetër Budi

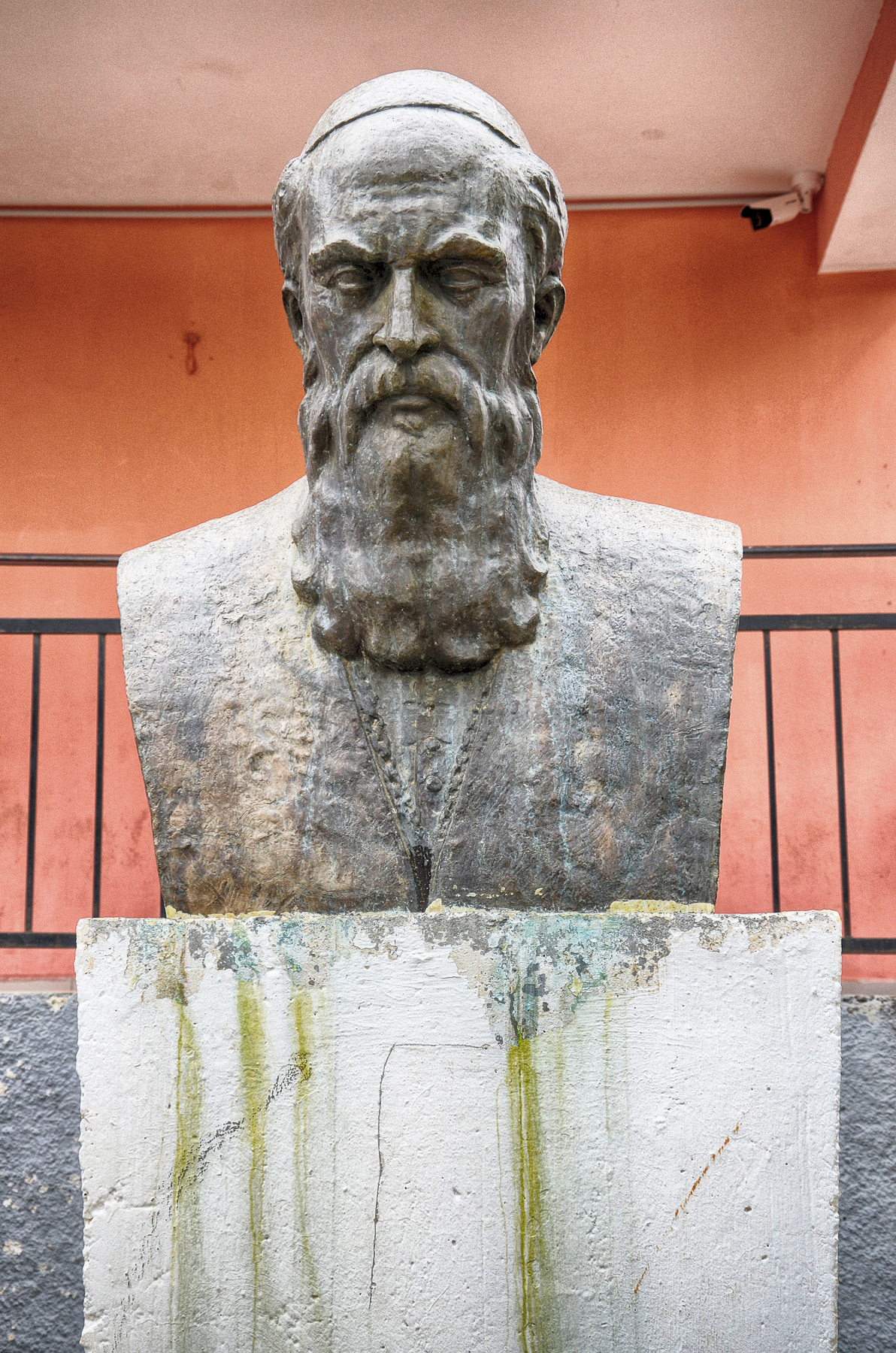
Büste in Burrel

Pjetër Budi (ital. Namensform Pietro Budi; * 1566 in Gur i Bardhë; † Dezember 1622) war Bischof der Diözese Sapa und Sarda in Nordalbanien. Bedeutung erlangte er als Übersetzer und Verfasser religiöser Schriften in albanischer Sprache. Budi ist einer von nur einem halben Dutzend albanischer Autoren des 17. Jahrhunderts; er steht damit am Anfang der Literaturgeschichte seines Volkes. Sein Leben war geprägt von dem Bemühen die im osmanisch beherrschten Albanien zunehmend verfolgte katholische Minderheit im christlichen Glauben zu stärken. Budi engagierte sich auch politisch, indem er versuchte, den Heiligen Stuhl und die christlichen Staaten zur Unterstützung eines antitürkischen Aufstandes in Albanien zu bewegen.

## Leben
Pjetër Budi stammte aus einem kleinen Dorf in der gebirgigen Landschaft Mat. Nach eigenen Angaben verbrachte er seine Jugend im Dienst verschiedener albanischer Bischöfe. In deren Haushalten erhielt eine elementare Ausbildung. Schulen gab es im 16. Jahrhundert in Albanien nicht. Später studierte Budi einige Zeit am Illyrischen Seminar in Loreto bei Ancona. Mit 21 Jahren erhielt er die Priesterweihe und wurde als Seelsorger ins Kosovo entsandt.
Während einer Provinzialsynode ernannte ihn der Erzbischof von Bar, Tomasso Orsino, 1599 zum Generalvikar für Serbien. Als solcher war er zuständig für die Katholiken, die in nennenswerter Zahl im westlichen Kosovo in Teilen Mazedoniens und in heute albanischen Regionen lebten. Als Budi seinen Dienst als Generalvikar begann, waren bis auf zwei alle albanischen Bistümer unbesetzt und er musste die Sorge für den Klerus und die Seelsorge an den albanischen Katholiken in den unwegsamen Bergregionen fast allein tragen. Außer durch zahlreiche Visitationsreisen versuchte er mit Pastoralbriefen und ins Albanische übertragene kirchliche Schriften auf die ihm unterstellten Priester einzuwirken. Innerhalb der osmanischen Grenzen konnte er aber nichts drucken lassen.
Viel Zeit verbrachte Pjetër Budi mit seinem politischen Projekt, einen Aufstand vorzubereiten, der die Christen auf dem Balkan von der türkischen Herrschaft befreien sollte. Er knüpfte dazu Kontakte mit unzufriedenen Stammesführern und Geistlichen, nicht nur mit Albanern, sondern auch mit Serben und Bosniern.
1616 reiste Budi für Studien nach Rom. Dort arbeitete er an den Übersetzungen jener geistlichen Schriften, die seinen literarischen Ruhm bei den Albanern begründeten. Bis 1621 erschienen hier seine vier bis heute überlieferten Werke. Von Rom aus ging Budi im März 1618 auf eine Pilgerfahrt nach Santiago de Compostela. Als er im September des folgenden Jahres zurückgekehrt war, versuchte er Kontakte zu bedeutenden Mitarbeitern der Kurie zu knüpfen, um den Hl. Stuhl für die Unterstützung seiner Aufstandspläne zu gewinnen. Er hatte dabei keinen Erfolg, zum einen wohl weil es ihm an Protektion einflussreicher Kurialen fehlte, zum anderen weil er mit den Gepflogenheiten des päpstlichen Behördenapparates nicht vertraut war. Immerhin war man an der Kurie dann doch auf ihn aufmerksam geworden, denn am 20. Juli 1621 wurde er zum Bischof von Sapa und Sarda ernannt.
Zurück in Albanien konnte er sein Amt nicht einmal zwei Jahre ausüben. Im Dezember 1622 ertrank Bischof Budi, als er versuchte, den Fluss Drin zu überqueren.

## Werk
Pjëter Budis wichtigste Schrift war die 1618 erschienene Doktrina e Kërshtenë (dt. Christliche Lehre). Das Buch ist eine Übersetzung des damals populären Katechismus Christianae doctrinae explicatio von Robert Bellarmin. Budi fügte dem Buch noch 50 Seiten mit religiöser Poesie hinzu, zum Teil waren dies Übersetzungen lateinischer Verse, zum Teil originär albanische Dichtungen. Es sind die ältesten überlieferten Verse im gegischen Dialekt.
Der albanische Bischof gab auch eine Version des Rituale Romanum heraus, das er mit zahlreichen albanischsprachigen Kommentaren versehen hatte. Im Rituale der katholischen Kirche stehen die lateinischen Gebete, die bei der Spendung der Sakramente, bei Beerdigungen, Segnungen usw. zu sprechen sind. Außerdem sind darin die Handlungen beschrieben, die Priester und Gläubige dabei vollziehen müssen. Ein in der Muttersprache kommentiertes Rituale war angesichts des niedrigen Bildungsstands des albanischen Klerus ein wichtiges Hilfsmittel für die korrekte Spendung der Sakramente.
Budi verfasste zudem eine 16 Seiten umfassende Anleitung zur Feier der Hl. Messe: Cusc zzote mesce keto cafsce i duhete me scerbyem (dt. Wer die Messe feiert, der sollte dies befolgen). Schließlich übertrug er den Beichtspiegel Specchio di Confessione von Emerio de Bonis in seine Muttersprache, unter dem albanischen Titel Pasëqyra e t'rrëfytemit. Sowohl den Beichtspiegel als auch die Ausgabe des vorerwähnten Rituales bereicherte Budi um religiöse Verse im gegischen Dialekt.
Von Pjëter Budi sind zudem auch eine Reihe von Briefen überliefert, die z. T. in modernen Editionen abgedruckt wurden.